# Мбо Мпенза
Мбо Мпенза (фр. Mbo Mpenza, нар. 4 грудня 1976, Кіншаса) — бельгійський футболіст, що грав на позиції нападника. Старший брат іншого гравця збірної Бельгії Еміля Мпензи.
Виступав, зокрема, за ряд бельгійських клубів, португальський «Спортінг», а також національну збірну Бельгії.

## Клубна кар'єра
Народився 4 грудня 1976 року в місті Кіншаса, Заїр. Незабаром родина переїхала до Брюсселя, де Мбо і розпочав навчання футболу у «Месвінс», а з 1989 року перебував в академії «Кортрейка».
У дорослому футболі дебютував 1993 року виступами за команду клубу «Кортрейк», в якій провів три сезони, взявши участь у 63 матчах чемпіонату.
У сезоні 1995/96 становив атакуючий тандем зі своїм молодшим братом Емілем, а перед наступним сезоном обидва футболісти перебрались в «Мускрон».
Своєю грою за останню команду брати привернули увагу представників тренерського штабу клубу «Стандард» (Льєж), до складу якого і приєдналися влітку 1997 року. Відіграв за команду з Льєжа наступні два з половиною сезони своєї ігрової кар'єри. У складі «Стандарда» був одним з головних бомбардирів команди, маючи середню результативність на рівні 0,36 голу за гру першості.
На початку 2000 року шляхи братів розійшлися, Еміль виїхав до Німеччини, а Мбо підписав контракт з лісабонським «Спортінгом», за який грав протягом одного року і з'явившись на полі в 35 матчах зміг відзначитися лише тричі за сезон, але все ж став чемпіоном Португалії. Другу половину 2001 року Мпенза провів у турецькому «Галатасараї», але так і не провів у його складі жодного матчу.
Куди більш успішними були наступні два сезони після повернення в «Мускрон». Забиваючи, за статистикою, в кожному другому матчі, Мпенза перебрався в більш титулований та іменитий брюссельський «Андерлехт», в якому моментально став одним з лідерів команди. У сезонах 2005/06 і 2006/07 ставав у складі брюссельців чемпіоном Бельгії. З приходом на пост головного тренера команди Аріеля Якобса став втрачати місце в основному складі і не витримувати конкуренцію з Ніколасом Фрутосом в центрі нападу та Мубараком Буссуфа та Жонатаном Лежаром на альтернативних позиціях нападу на флангах. З переходом в основний склад ряду талановитих нападників та підписанням контракту з Дмитром Буликіним, Мбо оголосив про завершення кар'єри. Вік і проблеми зі здоров'ям не дозволяли йому витримувати конкуренцію. Підписання контракту з грецьким клубом «Лариса», через деякий час після виходу з «Андерлехта», стало останньою та марною спробою відновити кар'єру. За порадами лікарів Мпенза завершив кар'єру гравця, так і не зігравши жодного матчу за новий клуб. 
За всю клубну кар'єру старший з братів Мпенза забив 116 голів у 328 матчах.
2009 року Мпенза повернувся в «Андерлехт», де став працювати скаутом

## Виступи за збірну
1997 року дебютував в офіційних матчах у складі національної збірної Бельгії. 
У складі збірної був учасником чемпіонату світу 1998 року у Франції, чемпіонату Європи 2000 року у Бельгії та Нідерландах і чемпіонату світу 2002 року в Японії та Південній Кореї.
Протягом кар'єри у національній команді, яка тривала 12 років, провів у формі головної команди країни 56 матчів, забивши 3 голи.

## Титули і досягнення
- Чемпіон Португалії (1):

«Спортінг»:  1999–2000
- Володар Суперкубка Португалії (1):

«Спортінг»: 2000
- Чемпіон Бельгії (2):

«Андерлехт»:  2005–06, 2006–07
- Володар Кубка Бельгії (1):

«Андерлехт»:  2007–08
- Володар Суперкубка Бельгії (2):

«Андерлехт»:  2006, 2007